# Забелінська Ольга Сергіївна
Ольга Сергіївна Забелінська (рос. Ольга Сергеевна Забелинская, 10 травня 1980) — російська велогонщиця, олімпійська медалістка. Є позашлюбною донькою призера Літніх Олімпійських ігор 1980 велогонщика Сергія Сухорученкова. Розпочала перехід до збірної Узбекистану, у складі якої вона вже заявлена на участь в Азійських Іграх, що відбудуться в Індонезії. Федерація Велосипедного Спорту Росії відмовила у переході до складу збірної Узбекистану.

## Виступи на Олімпіадах
| Олімпіада   | Дисципліна                         | Місце |
| ----------- | ---------------------------------- | ----- |
| Лондон 2012 | особиста шосейна гонка             | 3     |
| Лондон 2012 | шосейна гонка з роздільним стартом | 3     |
| Ріо 2016    | шосейна гонка з роздільним стартом | 2     |